# Jack E. Cox
Jack E. Cox, também credenciado como J. J. Cox, Jack Cox, John J. Cox e John Cox (Londres, 26 de julho de 1896 – Surrey, 29 de julho de 1960) foi um diretor de fotografia britânico. Depois de uma carreira prolífica de 85 filmes de 33 anos, Cox morreu em Surrey, em 29 de julho de 1960.

## Filmografia selecionada
- The Four Feathers (1921)
- The Yellow Claw (1921)
- The Gold Cure (1925)
- Confessions (1925)
- The Chinese Bungalow (1926)
- Hindle Wakes (1927)
- Blighty (1927)
- Blackmail (1929)